# 付委動議
付委動議（commit）是一項議事程序，旨在將主動議交付給委員會處理，通常用在與會者看不懂主動議內容，或主動議內容空泛、需要進一步討論時；如果主動議內容完備，僅需由少數人執行即可，也可發起付委動議。根據《羅伯特議事規則》，付委動議需要附議，可以討論、重提、修正，表決時需獲得半數支持方為通過，在位階上高於修正動議與無期延期動議，低於擱置動議、停止討論動議和延期討論動議。
發起付委動議者需要指定委員會的名稱、處理時限、成員人數、成員產生方式、召集人產生方式、經費與討論範圍，最後可選擇性地加上個人指令。如果以全體與會者為委員會成員，則稱為全體委員會，召集人、時間、地點皆需另定。委員會處理完畢後，再將議案交回大會處理。在議事策略上，付委動議成立後，就可將主動議納入對自己有利的委員會中，方便監控。